# 萨拉马特·穆卡舍夫
萨拉马特·穆卡舍维奇·穆卡舍夫，（俄语：Саламат Мукашевич Мукашев，1927年10月21日—2004年6月18日），哈萨克族，苏联党和国家领导人。曾任哈共古里耶夫（阿特劳）州委第一书记，曼吉斯套州委第一书记，哈萨克苏维埃社会主义共和国最高苏维埃主席团主席等职。

## 生平
- 1927年10月21日出生于哈萨克自治苏维埃社会主义共和国古里耶夫市的一个农民家庭，属小玉兹巴尤利部。
- 1941年-1942年，苏联石油部古里耶夫第16工厂技术学校学习。
- 1942年-1944年，古里耶夫州马卡特油田油井地下维修操作员。
- 1944年-1947年，古里耶夫石油技术学院学习。
- 1947年-1948年，古里耶夫州马卡特油田会计师。
- 1948年-1949年，共青团古里耶夫州多索尔油田团委组织部长兼多索尔油田工会副主席。
- 1949年-1951年，哈尔科夫全苏总工会工人运动学院劳动经济系学习。1950年加入联共（布）。
- 1951年-1953年，古里耶夫州石油工人工会委员会指导员。
- 1953年-1954年，哈共古里耶夫州委工业交通部指导员。
- 1954年-1961年，古里耶夫州工会委员会党组书记兼主席。
- 1961年-1963年，哈共古里耶夫州日雷奥伊区委第一书记。
- 1963年-1965年，古里耶夫州恩巴（日雷奥伊）区工业生产局党委书记。
- 1965年-1970年，哈共古里耶夫州恩巴区委第一书记。
- 1970年4月-1977年2月，哈共古里耶夫州委第一书记。1974年毕业于苏共中央高级党校函授班。
- 1977年2月-1980年，哈萨克苏维埃社会主义共和国工会委员会主席。
- 1980年-1985年11月，哈共曼吉斯套州委第一书记。
- 1985年9月-1988年2月，哈萨克苏维埃社会主义共和国最高苏维埃主席团主席兼苏联最高苏维埃主席团副主席。
- 1988年2月起退休，享受联邦养老金待遇。
- 退休后，他还担任了哈萨克斯坦自然保护协会主席和阿特劳石油和天然气研究所名誉教授。
- 2004年6月18日于阿拉木图逝世，享年76岁。葬于阿特劳州库利萨雷市。

穆卡舍夫是苏共24-27大代表，第27届中央候补委员；第8，10届苏联最高苏维埃民族院代表，第9，11届苏联最高苏维埃联盟院代表；第5-7，11届哈萨克哈萨克苏维埃社会主义共和国最高苏维埃代表。

## 著作
穆卡舍夫参与了《阿特劳市编年史（1640-2000）》和《阿特劳石油工业百年史（1899-1999）》的编写。

## 荣誉
- 四次劳动红旗勋章
- 两次荣誉勋章
- 两次哈萨克苏维埃社会主义共和国最高苏维埃荣誉证书
- 三次全苏工会中央委员会荣誉证书
- 五次苏联国民经济成就展金奖
- 四次苏联国民经济成就展银奖
- 哈萨克斯坦荣誉勋章

## 纪念
鉴于为哈萨克斯坦贡献的巨大功绩，根据哈萨克斯坦政府的一项法令，阿特劳理工学院以及阿克套市第16中学以萨拉马特·穆卡舍夫命名。在那里树立了他的半身像并修建了一座博物馆。阿特劳的一条林荫大道和一条街道以他的名字命名。在他曾工作的马卡特油田也设立了博物馆，收集和陈列有关穆卡舍夫的生活和工作材料。